# Domenico Acerenza
Domenico Acerenza (né le 19 janvier 1995 à Potenza) est un nageur italien, spécialiste de nage libre.

## Carrière
Champion d'Italie du 400 m en 2018 en 3 min 46 s 27, il est descendu à deux reprises sous les 15 min au 1500 m.
Avec son record personnel de 14 min 55 s 44, il est médaillé d'argent du 1 500 m, puis du 400 m nage libre aux Jeux méditerranéens de 2018.
Lors des Championnats d’Europe 2018 à Glasgow, il termine 4e du 1 500 m en 14 min 51 s 88, nouveau record personnel.
Il est médaillé d'or du relais mixte sur 5 km en eau libre aux Championnats d'Europe de natation 2020 à Budapest.

## Palmarès

### Championnats du monde
- Championnats du monde de natation 2019 à Gwangju :
  -  Médaille d'argent du 5 km par équipes en eau libre.

- Championnats du monde de natation 2022 à Budapest :
  -  Médaille d'argent du 10 km en eau libre.
  -  Médaille de bronze par équipes en eau libre.

- Championnats du monde de natation 2023 à Fukuoka :
  -  Médaille d'or du 6 km relai mixte en eau libre.
  -  Médaille de bronze du 5 km en eau libre.

- Championnats du monde de natation 2024 à Doha :
  -  Médaille de bronze du 5 km en eau libre.

### Championnats d'Europe
- Championnats d'Europe de natation 2018 à Glasgow :
  - 4e du 1 500 m
- Championnats d'Europe de natation 2020 à Budapest :
  -  Médaille d'or du 5 km relai mixte en eau libre.
  -  Médaille de bronze du 1 500 m.
- Championnats d'Europe de natation 2022 à Rome :
  -  Médaille d'argent du 5 km en eau libre.
  -  Médaille d'or du 10 km en eau libre.
  -  Médaille d'or du 5 km mixte en eau libre.